# Atomic Coaster
Atomic Coaster (jap. アトミックコースター) ist die Bezeichnung eines Stahlachterbahnmodells der Hersteller Senyo Kogyo und Meisho Amusement Machines, welches erstmals 1980 ausgeliefert wurde. Es zählt zur Kategorie der Shuttle Coaster. Zurzeit (Stand Mai 2023) gibt es keine Auslieferung mehr, die noch in Betrieb ist.
Der Zug wird per Kettenlifthill vorwärts aus der Station heraus in die Höhe gezogen. Oben angekommen klinkt der Zug aus und fährt rückwärts den Lift wieder hinab und durch die Station durch. Anschließend folgt ein Looping und eine zweite Auffahrt, bei der allerdings nicht die maximale Höhe erreicht wird. Der Zug fährt nun wieder vorwärts durch den Looping und wird in der Station abgebremst.
Ein sehr ähnliches Modell ist Loop the Loop des Herstellers Meisho Amusement Machines.

## Züge
Beim Atomic Coaster kommen üblicherweise einzelne Züge mit sechs Wagen zum Einsatz, wobei in jedem Wagen vier Personen (zwei Reihen à zwei Personen) Platz nehmen können.

## Standorte
| Achterbahn     | Betreiber               | Land                | Eröffnungsjahr   | Schließungsjahr  |
| -------------- | ----------------------- | ------------------- | ---------------- | ---------------- |
| Atomic         | Greenland               | Japan               | 1980             | 2009             |
| Atomic Coaster | Dreamland               | Südkorea            | unbekannt        | 2006             |
| Atomic Coaster | Japan Monkey Park       | Japan               | 1980             | 2006             |
| Atomic Coaster | Sekitan No Rekishi Mura | Japan               | 1983             | 2006             |
| Dolphin        | Misaki Park             | Japan               | 1980 oder früher | 2002 oder früher |
| Loopen         | Katoli’s World          | Taiwan              | unbekannt        | 1999             |
| Roller Coaster | Jin Jiang Action Park   | Volksrepublik China | 1985             | 2017             |
| Sky Hurricane  | Odakyu Mukogaoka Yuen   | Japan               | 1980             | 1996             |
| Sky Loop       | Ikoma Skyland           | Japan               | 1980             | 2005             |